# خوسيه ماريا فارغاس (كاتب)
خوسيه ماريا فارغاس هو مؤرخ وكاتب إكوادوري، ولد في 9 نوفمبر 1902 في Chordeleg ‏ في الإكوادور، وتوفي في 25 مارس 1988 في كيتو في الإكوادور.